# Segle XIII
El segle xiii és un període de l'edat mitjana que va des de l'any 1201 fins al 1300. Està marcat per l'expansió dels mongols al llarg de l'hemisferi oriental, per la reafirmació del règim feudal teocràtic i per la revolució científica i cultural que s'havia iniciat al segle precedent.

## Política
Genguis Kan es corona kan dels mongols, i emprèn una sèrie de guerres des de l'actual Rússia fins a la Xina: conquerí gran part d'Àsia i envaí la part oriental d'Europa. Les incursions mongols a la resta del continent seran una amenaça constant per al desenvolupament dels regnes cristians.
Durant el segle xiii es van dur a terme nombroses croades per posseir Terra Santa (aleshores en mans sarraïnes), però també contra els albigesos o càtars o altres grups considerats enemics infidels interns. Aquestes croades van reforçar el poder papal i van suposar l'establiment de rutes comercials i militars entre diversos països.
Establiment d'una aliança entre el comtat croat de Trípoli i els mongols.
La batalla de Las Navas de Tolosa (1212) suposa un punt d'inflexió decisiu a la conquesta del sud de la península Ibèrica per part dels regnes cristians del nord (sobretot Castella), ja que marca l'inici del lideratge cristià en les ofensives per expulsar els musulmans de la península Ibèrica. Els catalans hi contribueixen amb la conquesta de les Illes Balears i del Regne de València per part de Jaume I. Al mateix temps, queda frenada la seva expansió per Occitània arran de la batalla de Muret, en què es barregen elements religiosos i polítics, i que va acabar amb una victòria francesa. L'exèrcit catalanoaragonès va decidir, aleshores, centrar-se en el control de la Mediterrània, com prova l'annexió de Sicília després de les Vespres Sicilianes. William Wallace lidera la resistència escocesa contra les tropes angleses.
Manco Cápac, líder mític del poble inca, hauria governat sobre aquestes dates. A l'Àfrica, Sundiata Keïta va formar les bases de l'Imperi de Mali, com recorda la narrativa èpica que recull les seves gestes.

## Economia i societat
El rei anglès va signar la Carta Magna, considerada la primera constitució de la història, que limitava el seu poder enfront del parlament, enfortint així la democràcia i la participació civil. Es van establir les bases del sistema hanged, drawn and quartered, mètode d'execució contra els delictes més greus. Un altre exemple de parlament destacat són les Corts Catalanes.
Va incrementar-se l'ús del sucre com a edulcorant a Europa, en substitució de la mel, molt més usada. El sucre, conreat des de l'antigor a l'Índia, havia estat incorporat pels musulmans a la seva dieta i va ser conegut a Occident gràcies a les croades. La sal es va taxar amb un impost, la gabel·la, que provocaria nombroses revoltes populars als segles posteriors. Murano esdevé el centre productor de vidre per excel·lència a Europa.
Es va produir un gran incendi a Hangzhou, la capital xinesa, que va obligar el govern a preveure indemnitzacions i partides extraordinàries per a la reconstrucció de les més de 50.000 cases destruïdes. A Londres i Hamburg també van declarar-se incendis d'importants proporcions. A Cilícia, un terratrèmol va posar fi a la vida de 60.000 persones. Aquests desastres i les guerres van fer minvar la població mundial, situada en uns 400 milions de persones, dels quals només 72 viuen a Europa.

## Invencions i descobriments
Les ulleres (perfeccionades amb les aportacions de l'òptica de Roger Bacon) van començar a usar-se àmpliament a Itàlia al final del segle, especialment per part dels monjos per veure millor els manuscrits que havien de copiar. Aquests estaven dividits en fragments (peciae), que es repartien entre els membres de cada monestir per guanyar temps. Les universitats, entre elles la flamant Universitat de Cambridge, es van convertir també en centres de còpia i traducció de manuscrits amb les seves biblioteques.
Leonardo de Pisa popularitza el sistema de numeració indi, amb el zero, i crea l'anomenada successió de Fibonacci. Ibn an-Nafís descriu el sistema de circulació menor de la sang. Petrus Peregrinus de Maricourt explica com funciona el magnetisme i afirma que els pols magnètics no poden donar-se aïllats, un fet cabdal per a la física i cosmologia contemporànies. S'inventa la filigrana (paper), que va ser molt usada com a mètode de seguretat en els bitllets bancaris.

## Art, cultura i pensament
Innocenci III, considerat el papa més poderós de l'edat mitjana, convoca el concili del Laterà IV, que aprova una sèrie de lleis contra els heretges i infidels. Algunes d'elles reforcen la croada contra el catarisme, molt present a França, i d'altres busquen separar jueus i musulmans de la vida pública, per exemple amb distintius externs com l'estrella groga, símbol de l'antisemitisme. Es va produir la fundació dels franciscans i posteriorment les clarisses per part de Francesc d'Assís, un monjo que propugnava una vida austera i en harmonia amb la natura per als religiosos. Dins aquest orde destaca l'aportació d'Antoni de Pàdua.
Alfons X el Savi destaca com una de les figures més rellevants de la cultura del segle xiii. Va promocionar l'escola de traductors de Toledo, que traslladava al llatí les obres del món jueu i musulmà (i a través d'elles, molts clàssics grecollatins que s'havien perdut a Occident). També va afavorir la compilació d'assajos, com el Libro de los juegos o la Grande e general estoria, sobre disciplines ben diverses. Va impulsar la normativització del castellà i l'activitat científica, com proven les taules sobre estrelles. Ell mateix era un creador que va compaginar la tasca política amb l'escriptura.
La literatura de l'època està marcada pels poemes trobadorescos, però sobretot pels cantars de gesta. Van continuar apareixent relats de la matèria de Bretanya centrats en els diversos cavallers artúrics. Una de les històries de més renom va ser la que narrava els amors de Tristany i Isolda, una de les parelles desgraciades cèlebres de la literatura. Es compilen els Tripitaka Coreana, uns blocs gravats de literatura budista. També dins la literatura religiosa, es recullen les vides dels sants més venerats en la Llegenda àuria. La Vita Nuova de Dant inaugura una nova manera d'entendre la poesia i el llibre de viatges de Marco Polo serà el germen de la novel·la d'aventures.
El segle xiii és el segle de Ramon Llull, escriptor català i filòsof. Destaca per la seva prolixa obra en diversos idiomes, ja que volia convèncer els infidels per a la conversió. Blanquerna o el Llibre de les meravelles són els seus escrits més reeixits, mentre que la seva Ars magna volia recollir els fonaments de la lògica per aplicar-los a la teologia i servir de vehicle de comunicació entre cultures.
Tomàs d'Aquino es considera el pensador més important de l'escolàstica. En la seva Summa Teològica va afirmar que es podia raonar la teologia i va resumir els fonaments de la filosofia cristiana medieval, que influirien durant segles en les universitats. Un altre filòsof escolàstic rellevant és Joan Duns Escot.
Es va crear el motet, forma musical que perviuria amb variants fins ben entrat el segle xviii. S'escriuen las Cantigas de Santa María, les composicions de poesia cantada més rellevants del període. L'art gòtic es torna l'estil arquitectònic més conreat al continent europeu.